# Блато (приток Искыра)
Блато (болг. Блато) — небольшая река в Болгарии, протекающая в Софийской области и в области София. Является левым притоком реки Искыр. Длина составляет 30 км.
Реки Блато берёт начало в карстовых источниках в 1,2 км к западу от сёл Опицвет и Безден. Сначала течёт в юго-восточном направлении, а начиная с села Мрамор — в восточном. С левой стороны близ города Нови-Искыр впадает в реку Искыр.
Площадь водосборного бассейна реки — 774 км², что составляет 9 % от водосборного бассейна реки Искыр. Река Блато и реки её водосборного бассейна занимают всю западную половину Софийской котловины. Воды реки используются главным образом для орошения.
Основные притоки: Сливнишка (правый), Костинбродска (правый), Крива (левый), Уршак (левый), Цирна-бара (правый).
Среднегодовой расход воды в деревне Петырч — 0,98 м³/с, максимальный — в марте-июне, минимальный — в июле-октябре.
По течению реки расположены 4 села и кварталы 3 городов:
Софийская область:
- Община Костинброд — сёла Опицвет, Петырч и город Костинброд;

София:
- район Врыбница — село Мрамор,
- район Нови Искыр — село Мировяне, кварталы Славовци и Кумарица города Нови-Искыр,
- район Надежда — квартал Требич города София.